# Seleção Marfinense de Rugby Union
A Seleção Marfinense de Rugby Union é a equipe que representa a Costa do Marfim em competições internacionais de Rugby Union.

## História
A Fédération Ivoirienne de Rugby foi formada somente em março de 1990, e no mesmo mês a federação se juntou ao International Rugby Board. Em 1995, se classificou para a Copa do Mundo pela primeira vez em e sofreu derrotas para a Escócia, França e Tonga.
A Costa Marfim tentou se classificar para sua primeira Copa em 1990, na fase de qualificação para a Copa de 1991. No grupo único africano, perdeu os seus três jogos, sendo derrotado pelo Zimbábue, Tunísia e Marrocos. Agora com a experiência da edição anterior, a Costa do Marfim entrou nas eliminatórias da Copa do Mundo de 1995 no grupo B, onde venceu o Marrocos e Tunísia. Na segunda fase, começou perdendo para o mesmo Marrocos, mas venceu a Namíbia e o Zimbábue, se classificando à Copa. Na África do Sul perdeu os seus três jogos, para a Tonga, França e Escócia, caindo logo na primeira fase. Otimistas, Les Éléphants entraram na fase de classificação para a Copa do Mundo de Rugby Union de 1999, mas perdeu todos os seus jogos no Round 1, quando foi derrotado pelo Marrocos, Namíbia e Zimbábue, em Rabat, ficando de fora da edição seguinte. 
Nas eliminatórias do Mundial de 2003, entrou direto na 3ª fase, mas perdeu para o Marrocos e para a Tunísia, ficando fora de mas uma edição. Nas Eliminatórias da Copa do Mundo de Rugby Union de 2007, Os Marfineses passaram pela segunda fase ao vencerem o Senegal e o Zimbábue, mas caiu na segunda fase depois de perder dois jogos e de um empate contra os marroquinos. Nas Eliminatórias da Copa do Mundo de Rugby Union de 2011, passou da segunda fase, com grandes vitórias sobre a Zâmbia e Marrocos, caindo somente nas semifinais, diante da Namíbia, que foi o classificado africano para a Copa do Mundo de Rugby Union de 2011. 

## Confrontos
Registro de confrontos contra outras seleções
| Adversário | Jogos | Vitórias | Empates | Derrotas | Pontos feitos | Pontos sofridos | Aproveitamento (%) |
| ---------- | ----- | -------- | ------- | -------- | ------------- | --------------- | ------------------ |
| Camarões   | 1     | 1        | 0       | 0        | 17            | 10              | 100%               |
| Escócia    | 1     | 0        | 0       | 1        | 0             | 89              | 0%                 |
| França     | 1     | 0        | 0       | 1        | 18            | 54              | 0%                 |
| Madagascar | 1     | 0        | 0       | 1        | 10            | 30              | 0%                 |
| Marrocos   | 12    | 2        | 1       | 9        | 140           | 168             | 20,8%              |
| Namíbia    | 4     | 1        | 1       | 2        | 50            | 101             | 37,5%              |
| Senegal    | 2     | 2        | 0       | 0        | 32            | 16              | 100%               |
| Tonga      | 1     | 0        | 0       | 1        | 11            | 29              | 0%                 |
| Tunísia    | 7     | 4        | 1       | 2        | 116           | 69              | 64,2%              |
| Uganda     | 2     | 1        | 0       | 1        | 25            | 39              | 50%                |
| Zâmbia     | 1     | 1        | 0       | 0        | 32            | 9               | 100%               |
| Zimbábue   | 4     | 2        | 0       | 2        | 59            | 67              | 50%                |
| Total      | 37    | 14       | 3       | 20       | 510           | 681             | 41,891%            |